# Viki Zanzuri
Viki Zanzuri (hebräisch ויקי זנזורי; * 4. Januar 1990 in Sachnin) ist ein israelischer Fußballspieler, der zurzeit bei Hapoel Ra’anana spielt.
Zanzuri begann seine Karriere mit Beitar Nes Tubruk, wo er in der Saison 2006/07 in das Team für die Liga Leumit berufen wurde. Nach drei Monaten auf der Senioren-Ebene wechselte er am 25. September 2006 zu Maccabi Netanja in die Ligat Al. Im Januar 2008 unterschrieb er anschließend einen Vertrag bei Hapoel Kfar Saba, wo er in zwei Jahren aber nur zu einem Einsatz kam. Im Juli 2010 unterschrieb er bei Hapoel Ra’anana. Zanzuri absolvierte zusammen mit seinen beiden Landsmännern Shlomi Edri und Adi Sofer im August 2011 ein mehrtägiges Probetraining beim FC Carl Zeiss Jena.